# Hyperion (album)
Albums de Manticora
Darkness with Tales to Tell
(2001) 8 Deadly Sins
(2004)
Hyperion est le troisième album du groupe danois de Power metal Manticora, publié en octobre 2002 par Massacre Records.
C'est un concept-album inspiré du roman éponyme de l'écrivain américain Dan Simmons.

## Liste des chansons
Toute la musique est composée par Manticora.
| No  | Titre                             | Durée |
| --- | --------------------------------- | ----- |
| 1.  | A Gathering Of Pilgrims           | 2:22  |
| 2.  | Filaments Of Armageddon           | 7:36  |
| 3.  | The Old Barge                     | 3:51  |
| 4.  | Keeper Of Time - Eternal Champion | 7:53  |
| 5.  | Cantos                            | 7:01  |
| 6.  | On A Sea Of Grass - Night         | 1:41  |
| 7.  | Reversed                          | 7:36  |
| 8.  | On A Sea Of Grass - Day           | 3:03  |
| 9.  | A Long Farewell                   | 8:44  |
| 10. | At The Keep                       | 4:41  |
| 11. | Swarm Attack                      | 2:09  |
| 12. | Loveternaloveternal...            | 7:04  |